# عاتكة بنت عبد المطلب
عَاتِكَة بنت عبد المطّلب بن هاشم القُرَشِيَّة الهاشمية، هي عمة الرسول محمد، وابنة عبد المطلب بن هاشم، وأخت أبي طالب، وعبد الله، وأمها فاطمة بنت عمرو بن عائذ، وقد اختلف في إسلامها، وذكرها البعض في الصحابة. وروى أنها رأت رؤيا أفزعتها وقصتها على أخوها العباس بن عبد المطلب متعلقة بغزوة بدر.

## نسبها
- هي: عَاتِكَةُ بِنْتُ عَبْدِ المُطَّلِبِ بْنِ هَاشِمِ بْنِ عَبْدِ مَنَافِ بْنِ قُصَيِّ بن كلاب بن مرة بن كعب بن لؤي بن غالب بن فهر بن مالك بن النضر بن كنانة بن خزيمة بن مدركة بن إلياس بن مضر بن نزار بن معد بن عدنان.[1]
- أمّها: فَاطِمَةُ بِنْتُ عَمْرِو بْنِ عَائِذِ بْنِ عِمْرَانَ بن مخزوم[1] بْنِ يَقَظَةَ بن مرة بن كعب بن لؤي بن غالب بن فهر بن مالك بن النضر بن كنانة بن خزيمة بن مدركة بن إلياس بن مضر بن نزار بن معد بن عدنان.[2]

## حياتها قبل البعثة

### ولادتها ونشأتها
وُلدت عاتكة بنت عبد المطلب في مكة المكرمة، ونشأت في بيت والدها عبد المطلب بن هاشم الذي كان من سادات قريش وكانت له الرئاسة في قومه، فهو زعيم بني هاشم وبني المطلب في حرب الفجار، وكان في قومه شريفًا وشاعرًا، ولم يدرك الإسلام.

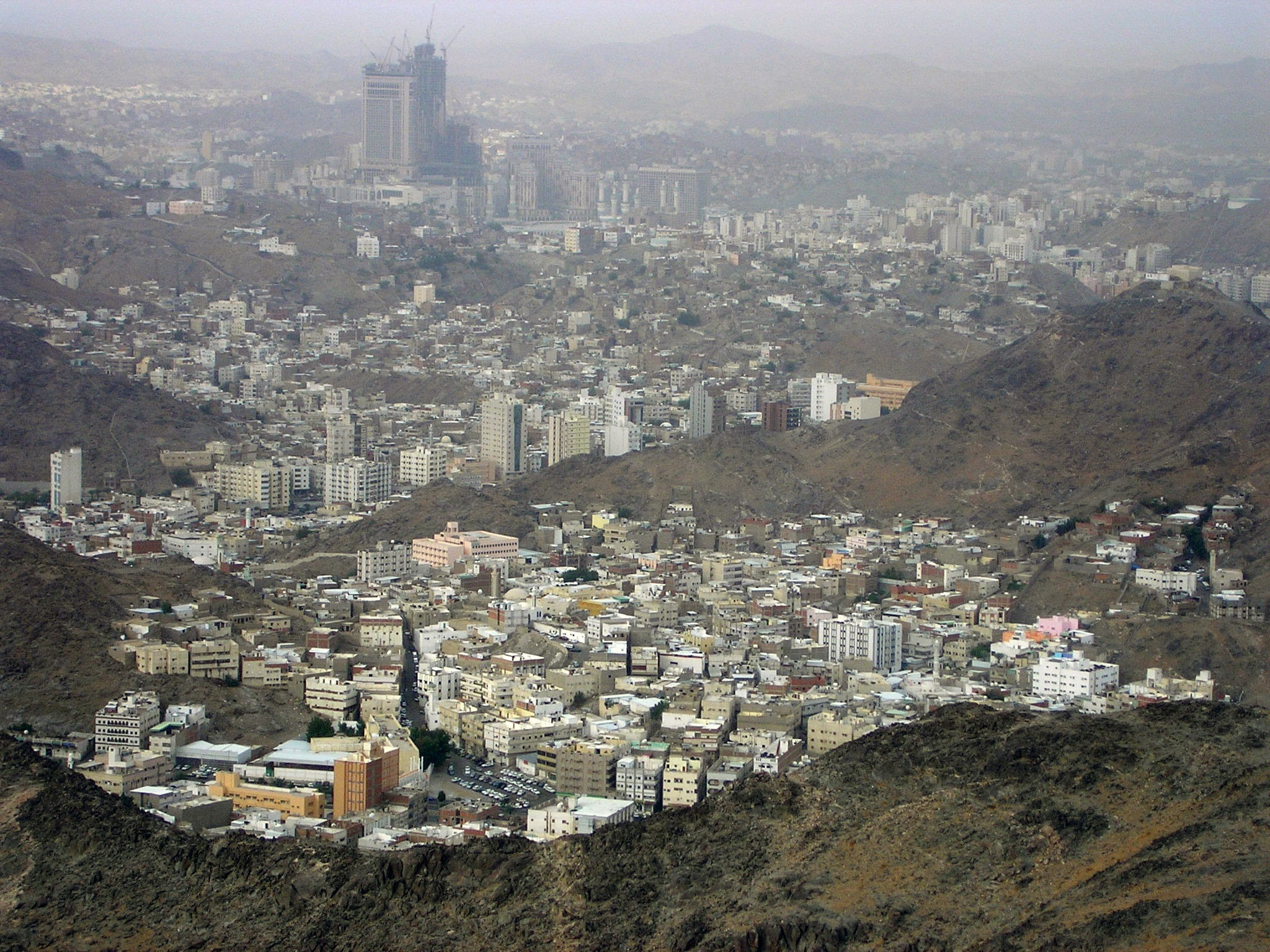
منظر كاشف لمكة من على متن جبل النور.

### رثاء عاتكة لأبيها عبد المطلب
لما حضرت عبد المطلب الوفاة، وعرف أنه ميت جمع بناته، وكن ست نسوة: صفية، وبرة، وعاتكة، وأم حكيم البيضاء، وأميمة، وأروى، فقال لهن: «ابْكِينَ عَلَيَّ حَتَّى أَسْمَعَ مَا تَقُلْنَ قَبْلَ أَنْ أَمُوتَ». فقَالَتْ عَاتِكَةُ بِنْتُ عَبْدِ الْمُطَّلِبِ تَبْكِي أَبَاهَا:

### يوم عكاظ
لما كان يوم عكاظ وهو يوم معدود من أيام حرب الفجار في الجاهلية، وقد كان لكنانة وقريش على هوازن من قيس عيلان، قالت عاتكة تفخر بالانتصار:

### زواجها وأولادها
تزوّجت عاتكة في الجاهليّة من أبو أُميّة بن المغيرة بن عبد الله بن عمر بن مخزوم فولدت له عبد الله بن أبي أمية، وزهير بن أبي أمية، وقريبة بنت أبي أمية. وذكر ابن شهر آشوب والقضاعي وغيرهما أن عاتكة هي والدة أم المؤمنين أم سلمة أيضًا، فتكون أم سلمة ابنة عمة النبي.
قال صاحب كتاب «معالي الرتب»: «ومما شاع من الأخطاء ظن بعضهم أن أم المؤمنين أم سلمة بنت أبي أمية  من بنات عاتكة بنت عبد المطلب، وليس كذلك، بل هي أخت المهاجر لأمه وأبيه، فأمها عاتكة بنت عامر بن ربيعة بن مالك بن جذيمة، ويسمى جذل الطعان، وممن وقع في هذا الخطأ الإمام السخاوي ، كما نبهنا عليه في المقدمة، والإمام القضاعي في الإنباء بأبناء الأنبياء، وغيرهما.».

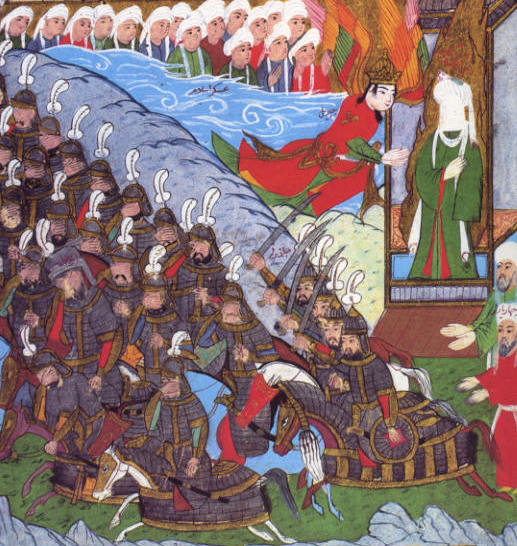
مُنمنمة عثمانية تصور هجوم فرسان المسلمين في غزوة بدر.

### رؤيا عاتكة في بدر
روي أن عاتكة بنت عبد المطلب رأيت رؤيا قبل غزوة بدر، فقصتها على أخيها العباس بن عبد المطلب، ومختصرها أنّها رأت قبل غزوة بدر راكبًا أخذ صخرة من جبل أبي قبيس، فرمى بها ركن الكعبة، فتفلقت الصخرة، فما بقيت دار من دور قريش إلّا دخلتها منها كسرة غير دار بني زهرة، وبالفعل صدّق الله رؤياها، إذ وقعت معركة بدر وأصاب قريش ما أصابها من اندحار وخسران أمام جيش المسلمين. روى الطبراني القصة كاملة، وهي:
| عاتكة بنت عبد المطلب | حَدَّثَنَا مَسْعَدَةُ بْنُ سَعْدٍ الْعَطَّارُ، ثنا إِبْرَاهِيمُ بْنُ الْمُنْذِرِ الْحِزَامِيُّ، ثنا عَبْدُ الْعَزِيزِ بْنُ عِمْرَانَ، حَدَّثَنِي مُحَمَّدُ بْنُ عَبْدِ الْعَزِيزِ، عَنِ ابْنِ شِهَابٍ، عَنْ حُمَيْدِ بْنِ عَبْدِ الرَّحْمَنِ، عَنْ أُمِّهِ أُمِّ كُلْثُومٍ بِنْتِ عُقْبَةَ بْنِ أَبِي مُعَيْطٍ، عَنْ عَاتِكَةَ بِنْتِ عَبْدِ الْمُطَّلِبِ، قَالَتْ: " رَأَيْتُ رَاكِبًا مَثُلَ عَلَى أَبِي قُبَيْسٍ، فَصَاحَ: يَا آلَ غُدَرَ، وَيَا آلَ فُجَرَ، انْفِرُوا لِثَلَاثٍ، ثُمَّ أَخَذَ صَخْرَةً مِنْ أَبِي قُبَيْسٍ فَرَمَى بِهَا الرُّكْنَ فَتَفَلَّقَتِ الصَّخْرَةُ، فَمَا بَقِيَتْ دَارٌ مِنْ دُورِ قُرَيْشٍ إِلَّا دَخَلَتْهَا مِنْهَا كِسْرَةٌ غَيْرَ دُورِ بَنِي زُهْرَةَ، فَقَالَ الْعَبَّاسُ: إِنَّ هَذِهِ لَرُؤْيَا، اكْتُمِيهَا وَلَا تَذْكُرِيهَا، فَخَرَجَ الْعَبَّاسُ فَلَقِيَ الْوَلِيدَ بْنَ عُتْبَةَ بْنِ رَبِيعَةَ فَذَكَرَهَا لَهُ، فَذَكَرَهَا الْوَلِيدُ لِأَبِيهِ، فَفَشَا الْحَدِيثُ، قَالَ الْعَبَّاسُ: فَغَدَوْتُ أَطُوفُ بِالْبَيْتِ، وَأَبُو جَهْلٍ فِي رَهْطٍ مِنْ قُرَيْشٍ يَتَحَدَّثُونَ بِرُؤْيَا عَاتِكَةَ، فَلَمَّا رَآنِي أَبُو جَهْلٍ قَالَ: يَا أَبَا الْفَضْلِ، إِذَا فَرَغْتَ مِنْ طَوَافِكَ فَأَقْبِلْ إِلَيْنَا، فَلَمَّا فَرَغْتُ أَقْبَلْتُ حَتَّى جَلَسْتُ مَعَهُمْ، فَقَالَ أَبُو جَهْلٍ: يَا بَنِي عَبْدِ الْمُطَّلِبِ، أَمَا رَضِيتُمْ أَنْ يَتَنَبَّأَ رِجَالُكُمْ حَتَّى تَتَنَبَّأَ نِسَاؤُكُمْ، قَدْ زَعَمَتْ عَاتِكَةُ فِي رُؤْيَاهَا هَذِهِ أَنَّهُ قَالَ: انْفِرُوا لِثَلَاثٍ، فَسَنَتَرَبَّصُ بِكُمْ هَذِهِ الثَّلَاثَ، فَإِنْ كَانَ مَا تَقُولُ حَقًّا فَسَيَكُونُ، وَإِنْ تَمْضِ الثَّلَاثُ وَلَمْ يَكُنْ مِنْ ذَلِكَ شَيْءٌ كَتَبْنَا عَلَيْكُمْ كِتَابًا أَنَّكُمْ أَكْذَبُ أَهْلِ بَيْتٍ فِي الْعَرَبِ، قَالَ الْعَبَّاسُ: فَوَاللَّهِ مَا كَانَ مِنِّي إِلَيْهِ شَيْءٌ إِلَّا أَنِّي جَحَدْتُ ذَلِكَ وَأَنْكَرْتُ أَنْ تَكُونَ رَأَتْ شَيْئًا: فَلَمَّا أَمْسَيْتُ أَتَتْنِي امْرَأَةٌ مِنْ بَنَاتِ عَبْدِ الْمُطَّلِبِ، فَقَالَتْ: أَرَضِيتُمْ مِنْ هَذَا الْفَاسِقِ أَنْ يَقَعَ فِي رِجَالِكُمْ ثُمَّ يَتَنَاوَلُ نِسَاءَكُمْ وَأَنْتَ تَسْمَعُ، ثُمَّ لَمْ يَكُنْ عِنْدَكَ نَكِيرٌ، وَاللَّهِ لَوْ كَانَ حَمْزَةُ مَا قَالَ مَا قَالَ، فَقُلْتُ: وَاللَّهِ كَانَ، وَمَا كَانَ مِنِّي إِلَيْهِ نَكِيرٌ، وَأَيْمُ اللَّهِ لَأَتَعَرَّضَنَّ لَهُ، فَإِنْ عَادَ لَأَكْفِيَنَّكُمْ، قَالَ الْعَبَّاسُ: فَغَدَوْتُ فِي الْيَوْمِ الثَّالِثِ لِرُؤْيَا عَاتِكَةَ وَأَنَا مُغْضَبٌ عَلَى أَنْ فَاتَنِي أَمْرٌ، وَأُحِبُّ أَنْ أُدْرِكَ شَيْئًا مِنْهُ، فَقَالَ: وَاللَّهِ إِنِّي لَأَمْشِي نَحْوَهُ، وَكَانَ رَجُلًا خَفِيفًا، حَدِيدَ الْوَجْهِ، حَدِيدَ الْبَصَرِ، حَدِيدَ اللِّسَانِ، إِنْ خَرَجَ مِنْ بَابِ الْمَسْجِدِ يَشْتَدُّ، فَقُلْتُ فِي نَفْسِي: مَا لَهُ لَعَنَهُ اللَّهُ، أَكُلُّ هَذَا فَرَقٌ مِنِّي أَنْ أُشَاتِمَهُ؟ إِذْ قَدْ سَمِعَ مَا لَمْ أَسْمَعْ، سَمِعَ صَوْتَ ضَمْضَمِ بْنِ زُرْعَةَ بْنِ عَمْرٍو الْغِفَارِيِّ يَصْرُخُ بِبَطْنِ الْوَادِي، قَدْ جَدَعَ بَعِيرَهُ، وَحَوَّلَ رِدَاءَهُ، وَشَقَّ قَمِيصَهُ وَهُوَ يَقُولُ: يَا مَعْشَرَ قُرَيْشٍ، قَدْ خَرَجَ مُحَمَّدٌ فِي أَصْحَابِهِ، مَا أُرَاكُمْ تُدْرِكُونَهَا، الْغوْثَ الْغوْثَ، قَالَ الْعَبَّاسُ: فَشَغَلَنِي عَنْهُ وَشَغَلَهُ عَنِّي مَا جَاءَ مِنَ الْأَمْرِ، وَخَرَجُوا عَلَى كُلِّ صَعْبٍ وَذَلُولٍ، وَأَظْفَرَ اللَّهُ رَسُولَ اللَّهِ ﷺ بِبَدْرٍ، فَقَالَتْ عَاتِكَةُ بِنْتُ عَبْدِ الْمُطَّلِبِ فِي تَصْدِيقِ رُؤْيَاهَا وَتَكْذِيبِ قُرَيْشٍ لَهَا حِينَ أَوْقَعَ بِهِمْ رَسُولُ اللَّهِ ﷺ: أَلَمْ تَكُنِ الرُّؤْيَا بِحَقٍّ وَيَأْتِكُمْبِتَأْوِيلِهَا فَلٌّ مِنَ الْقَوْمِ هَارِبُرَأَى فَأَتَاكُمْ بِالْيَقِينِ الَّذِي رَأَىبِعَيْنَيْهِ مَا تَفْرِي السُّيُوفُ الْقَوَاضِبُفَقُلْتُمْ كَذَبْتَ، وَلَمْ أَكْذِبْ، وَإِنَّمَايُكَذِّبُنِي بِالصِّدْقِ مَنْ هُوَ كَاذِبُوَمَا فَرَّ إِلَّا رَهْبَةَ الْمَوْتِ مِنْهُمُحَكِيمٌ وَقَدْ ضَاقَتْ عَلَيْهِ الْمَذَاهِبُوَقَرَّ صَبَاحُ الْقَوْمِ عَزْمَ قُلُوبِهِمْفَهُنَّ هَوَاءٌ وَالْحُلُومُ عَوَازِبُمَرَوْا بِالسُّيُوفِ الْمُرْهَفَاتِ دِمَاءَكُمْكِفَافًا كَمَا يَمْرِي السَّحَابَ الْجنَائِبُفَكَيْفَ رَأَى يَوْمَ اللِّقَاءِ مُحَمَّدًابَنُو عَمِّهِ وَالْحَرْبُ فِيهَا التَّجَارِبُأَلَمْ يَغْشَهُمْ ضَرْبَا يُحَارُ لِوَقْعِهِالْجَبَانُ وَتَبْدُو بِالنَّهَارِ الْكَوَاكِبُأَلَا بِأَبِي يَوْمَ اللِّقَاءِ مُحَمَّدًاإِذَا عَضَّ مِنْ عَوْنِ الْحُرُوبِ الْغوَارِبُكَمَا بَرَدَتْ أَسْيَافُهُ مِنْ مَلِيكَتَيْزَعَازِعَ وِرْدًا بَعْدَ ذَلِكَ صَالِبُحَلَفْتُ لَئِنْ عُدْتُمْ لَيَصْطَلِمَنَّكُمْبِجَأْوَاءَ تَرْدِي حَافَتَيْهَا الْمَقَانِبُكَأَنَّ ضِيَاءَ الشَّمْسِ لَمْعٌ بُرُوقُهَالَهَا جَانِبَا نُورٍ شُعَاعٌ وَثَاقِبُ | عاتكة بنت عبد المطلب |

## الاختلاف في إسلامها وهجرتها

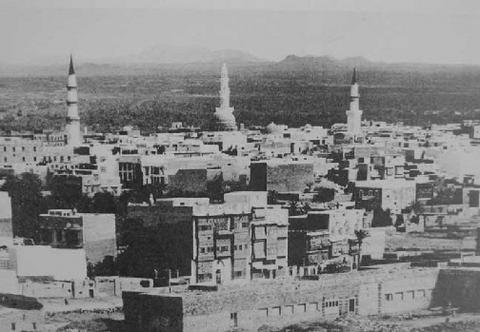
منظر عام للمدينة المنورة قديمًا.

اختلف في إسلام عاتكة وأختها أروى بنت عبد المطلب، ولم يُختلف في إسلام صفية، فَقَالَ ابن إسحاق وجماعة من العلماء أنّه لم يسلم من عمات النبي محمد إلا صفية، وقال بعضهم إنّ أروى وصفية أسلمتا جميعًا من عمات رَسُول اللَّهِ، وذكرهَا أَبُو جَعْفَر الْعقيلِيّ فِي الصَّحَابَة وَذكر أروى بنت عبد الْمطلب، وذكرها ابن منده في الصّحابة، وذكرها ابْنُ فَتْحُون في ذيل الاسْتِيعَابِ، واستدلَّ على إسلامها بِشعْر لها تمدح فيه النّبيّ وتصِفُه بالنبوة.
وقال ابن سعد بأنها أسلمت وهاجرت إلى المدينة، وذكر البلاذري بأنها أسلمت وماتت قبل الهجرة، وذكرها ابن حبيب في «المحبر» ضمن المبايعات من بني هاشم نقلًا عن الواقدي. وقال الذهبي: «أَسْلَمَتْ، وَهَاجَرَتْ. وَهِيَ صَاحِبَةُ تِلْكَ الرُّؤْيَا فِي مَهْلِكِ أَهْلِ بَدْرٍ، وَتِلْكَ الرُّؤْيَا ثَبَّطَتْ أَخَاهَا أَبَا لَهَبٍ عَنْ شُهُودِ بَدْرٍ. وَلَمْ نَسْمَعْ لَهَا بِذِكْرٍ فِي غَيْرِ الرُّؤْيَا».
وقال خليفة بن خياط: «أدركت الإسلام وأسلمت, لا نحفظ عنها حديثًا»، وقال الدارقطني: «أسلمت وهي صاحبة الرّؤيا. ولها في أهل بدر شِعر تذكر فيه رؤياها وصدقها فيها. ولم يُسند عنها شيء». وجاء في كتاب «جامع تراجم ومسانيد الصحابيات المبايعات»: «لم يذكرها أحد ممن صنف في الصحابة الرواة وعدد مروياتهم».

## وفاتها
لم تُحدد المصادر تاريخ وفاتها، وقيل بأنها تُوفيت بمكة، وقال البلاذري بأنها توفيت قبل الهجرة، وتذّكر بعض المصادر أنها تُوفيت في المدينة المنورة، وقيل بأنها دفنت في مقبرة البقيع.
قيل بأنها عاشت بعد وفاة النبي محمد، حيث ذكر لها ابن سعد في طبقاته شعر في رثاء الرسول محمد، وقال صاحب كتاب «معالي الرتب»: «وفي طبقات ابن سعد (326/2) لها شعر في رثاء الرسول... قلت: وهذا فيه إشكال، فإنه يبعد أن تكون عاشت لحين وفاة الرسول، ولا يعرف لها خبر أو ذكر؟ وخاصة أن ابنيها عبد الله وزهيرًا أسلما. كما أنه لم يذكروا لها وفاةً حتى نعلم ذلك، فالله أعلم بذلك».

## طالع أيضًا
- صفية بنت عبد المطلب
- زهير بن أبي أمية

## وصلات خارجية
- "عاتكة بنت عبد المطلب عمّة الرسول صلى الله عليه وسلم". موقع مداد. مؤرشف من الأصل في 2020-12-13.
- خير الدين الزركلي (2002)، الأعلام: قاموس تراجم لأشهر الرجال والنساء من العرب والمستعربين والمستشرقين (ط. 15)، بيروت: دار العلم للملايين، ج. 3، ص. 242، OCLC:1127653771، QID:Q113504685 – عبر المكتبة الشاملة